# Evropsko računsko sodišče

Evropsko računsko sodišče (francosko: Cour des comptes européenne), pogovorno: Računsko sodišče, je peta institucija Evropske unije (EU). Ustanovljena je bila leta 1975 v Luksemburgu.

## Zgodovina
Evropsko računsko sodišče je bilo ustanovljeno s proračunsko pogodbo leta 1975, formalno pa je bilo ustanovljeno 18. oktobra 1977. Prvo sejo je imelo teden kasneje. V tem času sodišče ni bila uradna institucija, ampak zunanji organ, namenjen reviziji financ Evropskih skupnosti. Nadomestilo je dva ločena organa z revizijsko funkcijo, enega ki se je ukvarjal s financami Evropske gospodarske skupnosti in Euratoma ter drugega, ki je nadzoroval Evropsko skupnost za premog in jeklo.
Sodišče ni imelo določenega pravnega statusa vse do uveljavitve Maastrichtske pogodbe, ko je postalo peta institucija ter prva nova institucija vse od nastanka Evropskih skupnosti. S tem, ko je formalno postalo institucija, je pridobilo nekaj moči, kot na primer pravica do vlaganja tožb pri Evropskem sodišču pravice (ESP). Revizijo je smelo opravljati samo v okviru prvega stebra EU, torej nad Evropskimi skupnostmi, kasneje pa je v okviru Amsterdamske pogodbe pridobilo polno moč nadzora financ celotne EU.

## Funkcije
Kljub svojemu imenu sodišče nima sodnih funkcij. Prej je profesionalna zunanja preiskovalna revizijska agencija. Glavna naloga sodišča je, da od zunaj preveri, če je proračun Evropske Unije izvajan pravilno, torej da se evropska sredstva porabijo zakonito in z dobrim upravljanjem. Pri tem sodišče preverja dokumentacijo vseh oseb, zadolženih za upravljanje s prihodki ali odhodki Unije. Sodišče je dolžno predložiti morebitne nepravilnosti državam članicam ali pa institucijam. Izdaja letna poročila kot tudi posebna poročila o določenih organih in problemih Odločitve Sodišča so podlaga za odločitve Evropske komisije. Na primer: ko Sodišče ugotovi nepravilnosti pri upravljanju EU sredstev v določenih regijah v Angliji, Sodne odločbe, ki je podlaga za Evropske Komisije odločitve, na primer: ko je Sodišče ugotovilo, da je pri upravljanju sredstev EU v določenih pokrajinah v Angliji prišlo do nepravilnosti, je Komisija sredstva za te pokrajine ukinila ter kaznovala vse tiste, ki niso zopet vzpostavili sprejemljivih standardov.
V tej vlogi mora Sodišče ostati neodvisno, vendar kljub temu v stiku z ostalimi institucijami, na primer ključna vloga Sodišča je letno poročilo, ki ga preloži Evropskemu parlamentu. Na podlagi tega poročila se Parlament odloči, če bo sprejel načrt proračuna Komisije za tekoče leto. Parlament je proračun zavrnil leta 1984 in 1999 ter je v zadnjem primeru povzročil odstop Santerjeve komisije. Če je sodišče s porabo sredstev zadovoljno, o tem obvesti Svet in Parlament, da se davkoplačevalski denar porablja pravilno. S sodiščem se je treba posvetovati pred sprejetjem katerekoli zakonodaje, ki ima vezo s financami, vendar mnenje sodišča ni zavezujoče.

### Velikost
Velikost sodišča je bilo mnogokrat predmet kritik. Na podlagi sistema, da ima vsaka država članica enega predstavnika, je število članov sodišča zraslo iz devet na sedemindvajset leta 2007. Tako številno članstvo predstavlja problem za dosego soglasja. Tako je kljub temu, da je število zaposlenih zraslo na 200, število poročil Sodišča upadlo. Zvrstilo se je že več predlogov za zmanjšanje števila članov sodišča in reorganizacijo, vendar niti Evropska ustava niti Lizbonska pogodba tega problema nista odpravili, čeprav so to zahtevali tako bivši člani sodišča kot poslanci Evropskega parlamenta.